# Остеогенная саркома
Остеогенная саркома — саркома, злокачественные клетки которой происходят из костной ткани и продуцируют эту ткань. В некоторых из этих опухолей доминируют хондробластические или фибробластические компоненты. Рентгенологически подразделяется на остеолитическую, остеопластическую (склеротическую) и смешанную формы. Остеогенная саркома — чрезвычайно злокачественное новообразование с высокой радиорезистентностью, преимущественно радиогенного характера. Возникая непосредственно из элементов кости,
она характеризуется бурным течением и склонностью рано давать метастазы. Данная злокачественная опухоль часто вызывается действием на организм стронция-90 и радия, химически схожими с кальцием (входят в группу щелочноземельных металлов, как и кальций) и имеющими склонность к аккумуляции в костях, при этом они практически не выводятся из организма. Очень плохо поддаётся лучевой терапии, клетки данной злокачественной неоплазии обладают низкой радиочувствительностью. Ранее была распространена среди работников приборостроительных предприятий, занимающихся производством циферблатов, указателей, отметок, табличек и стрелок с радиолюминесцентной краской на основе радия-226 и сульфида цинка, активированного медью.
Термин «остеогенная саркома» был введён в 1920 году Джеймсом Юингом.

## Заболеваемость
Остеогенная саркома наблюдается в любом возрасте, но около 65 % всех случаев приходится на возраст от 10 до 30 лет, и чаще всего развитие саркомы отмечается в конце полового созревания. Мужчины заболевают в два раза чаще, чем женщины. Преобладающей локализацией являются длинные трубчатые кости; на долю плоских и коротких костей падает не больше одной пятой части всех остеогенных сарком. Кости нижних конечностей поражаются в 5—6 раз чаще, чем кости верхних конечностей, и 80 % всех опухолей нижних конечностей локализуются в области коленного сустава. Первое место по частоте занимает бедро, на долю которого приходится половина всех остеогенных сарком, затем следует большеберцовая кость, плечевая, тазовые кости, малоберцовая, плечевой пояс, локтевая кость. Лучевая кость, где так часто наблюдается гигантоклеточная опухоль, исключительно редко даёт рост остеогенной саркомы. Почти никогда остеогенная саркома не исходит из надколенника. Поражение черепа имеет место главным образом в детском возрасте, а также в старости в качестве осложнения обезображивающей остеодистрофии. Типичной локализацией остеогенной саркомы в длинных трубчатых костях является мета-эпифизарный конец, а у детей и юношей, до наступления синостоза, — метафиз кости. В бедренной кости поражается обыкновенно дистальный конец, но около 10 % остеогенных сарком бедра локализуются в диафизе и оставляют метафизы нетронутыми. В большеберцовой кости остеогенная саркома только в одном случае из десяти располагается в дистальном конце — типичным местом локализации служит проксимальный медиальный мыщелок. Таким же типичным местом локализации для плечевой кости является область шероховатости дельтовидной мышцы.

## Течение болезни
Начало заболевания не всегда удается точно определить. Неясные тупые боли появляются вблизи сустава, так как первично опухоль локализуется чаще всего вблизи метафизарного отдела трубчатой кости. Возникает боль в суставе без объективных признаков выпота в нём, часто после травмы в прошлом. По мере расширения границ опухоли и вовлечения в процесс соседних тканей боли усиливаются. Появляются отчётливое утолщение метадиафизарного отдела кости, выраженная пастозность тканей, венозная сеть кожи ясно определяется. К этому времени возникает контрактура в суставе, увеличивается хромота. При пальпации — резкая боль. Сильные ночные боли, не снимаемые анальгетиками и не связанные с функцией конечности и не утихающие даже при фиксации в гипсе. Опухоль стремительно распространяется по соседним тканям, быстро заполняет костномозговой канал, прорастает в мышцы, очень рано даёт обширные гематогенные метастазы, особенно в лёгкие, головной мозг; метастазы в кости крайне редки.
Рентгенодиагностика остеогенных сарком несложна. Для начальных стадий характерен остеопороз кости, контуры опухоли смазаны, за пределы метафиза она не распространяется. Вскоре намечается дефект костной ткани. В некоторых опухолях отмечаются пролиферативные, остеобластические процессы. В этих случаях отслоенная надкостница веретенообразно вздута, иногда, прерываясь, даёт картину «козырька». Характерен, особенно у детей, игольчатый периостит, когда остеобласты продуцируют костную ткань по ходу кровеносных сосудов, то есть перпендикулярно кортикальному слою, образуя так называемые спикулы. Дифференциальный диагноз остеогенной саркомы проводят между хондросаркомой, эозинофильной гранулемой, хрящевыми экзостозами, остеобластокластомой.

## Лечение
Лечение остеогенной саркомы включает в себя следующие стадии:
1. Предоперационная химиотерапия для подавления микрометастазов в лёгких, уменьшения размеров первичного очага опухолеобразования и оценки гистологического ответа опухоли на химиотерапию, что определяет дальнейшую методику лечения. Для лечения остеогенной саркомы в настоящее время используются следующие препараты: высокодозный метотрексат, адрибластин, ифосфамид, препараты платины, (карбоплатин, цисплатин), этопозид.
2. Обязательная операция. Если ранее прибегали к обширной операции, зачастую включающую в себя ампутацию всей конечности, то в настоящее время ограничиваются щадящей операцией. При этом удаляют лишь части кости с заменой её на имплантат из пластика, металла или трупной кости. От органосохраняющей операции отказываются в тех случаях, когда опухоль прорастает сосудисто-нервный пучок, если произошёл патологический перелом, а также при больших размерах опухоли и её прорастании в мягкие ткани. Наличие метастазов не является противопоказанием к органосохраняющей операции. Крупные метастазы в лёгких также удаляются хирургически.
3. Послеоперационная химиотерапия с учётом результатов предоперационной химиотерапии.

Лучевая терапия для лечения малоэффективна в силу того, что клетки остеогенной саркомы малочувствительны к ионизирующему излучению. Лучевую терапию проводят в том случае, если по какой-либо причине операция невозможна.

## Прогноз
Появление новых подходов, которые предусматривают адъювантную и неоадъювантную химиотерапию и радиотерапию в дополнение к хирургическим вмешательствам и развитие щадящих методов значительно повышают выживаемость больных остеогенной саркомой. Значительно повысились шансы на лечение больных с легочными метастазами.
Радикальная операция с сохранением конечности (возможно у более чем 80 % больных) совместно с предоперационной и послеоперационной химиотерапией даёт наилучшие результаты. При лечении больных с локализованной остеогенной саркомой 5-летняя выживаемость превышает 70 %. Выживаемость больных с чувствительными к химиотерапии опухолями варьирует в пределах 80—90 %.